# Сапун от човешки трупове
През XX век има няколко случая, в които се твърди, че сапун е бил произвеждан от човешка мастна тъкан. Най-популярното такова твърдение е, че по време на Втората световна война сапун е бил произвеждан масово от тела на жертвите на Нацистките концентрационни лагери в окупирана Полша.
В своя позиция Мемориалът „Яд ва-Шем“ заявява, че нацистите не са произвеждали сапун от трупове на евреи в индустриални размери, като сочи, че тези масово разпространени слухове са използвани от надзирателите, за да всяват ужас сред затворените в лагерите.
Все пак съществуват доказателства, насочващи към възможността германските изследователи да са разработили процес за такова масово производство.